# Azoture de triflyle
L'azoture de triflyle, ou azoture de trifluorométhanesulfonyle, est un azoture organique de formule chimique F3C–SO2–N=N+=N− utilisé comme réactif en synthèse organique, généralement pour convertir  les amines primaires et les sels d'ammonium en azotures, soit la réciproque de la réaction de Staudinger.
L'azoture de triflyle n'est pas disponible dans le commerce et doit être produit in situ préalablement à son utilisation par une synthèse monotope à partir d'anhydride triflique F3C–SO2–O–SO2–CF3 et d'azoture de sodium NaN3, historiquement dans le dichlorométhane CH2Cl2. L'usage de dichlorométhane devrait cependant être évité car il réagit avec l'azoture de sodium par substitution nucléophile en donnant de l'azoture de chlorométhane CH2ClN3 et du diazoture de méthane CH2(N3)2, qui sont des composés explosifs ; de surcroît, le dichlorométhane est volatil et peut, en s'évaporant, laisser un résidu d'azoture de triflyle non solvaté, qui présente un risque de détonation. Cette réaction peut également être réalisée dans le toluène C6H5CH3, l'acétonitrile NCCH3 et la pyridine C5H5N.
Tf2O + NaN3 → TfN3 + NaOTf (avec Tf = F3C–SO2– ).
L'anhydride triflique étant un produit explosif et assez cher qui ne se conserve pas aisément, l'azoture d'imidazole-1-sulfonyle a été développé comme alternative à l'azoture de triflyle.